# Isaac Díaz Pardo
Isaac Díaz Pardo (Santiago de Compostela, 22 de agosto de 1920-La Coruña, 5 de enero de 2012) fue un intelectual galleguista, pintor, ceramista, diseñador, editor y empresario español. 
En 2009, recibió la Medalla de Oro al Mérito en las Bellas Artes de España.

## Biografía
Hijo del pintor y escenógrafo Camilo Díaz Baliño, en su casa tenían lugar reuniones diversas relacionadas con las Irmandades da Fala, de las que Díaz Baliño era miembro activo y en las que participan personalidades como Castelao, Vicente Risco, Otero Pedrayo, Ramón Cabanillas, Antón Villar Ponte, Eduardo Blanco Amor o Asorey. 
Su padre fue fusilado por los sublevados al poco de comenzar la guerra civil española, lo que hizo que Isaac tuviera que esconderse en un primer momento en casa de su tío Indalecio, en La Coruña, y luego a trabajar como rotulista en la misma ciudad.
Terminada la guerra, obtuvo una bolsa de estudios de la Diputación Provincial de La Coruña, gracias a la cual cursó estudios en la Real Academia de Bellas Artes de San Fernando, en Madrid, entre 1939 y 1942.
En 1945 casa con Carme Arias Montero.
Pasó luego a tener una plaza de profesor en la Real Academia Catalana de Bellas Artes de San Jorge de Barcelona y comenzó a exponer en España (La Coruña, Madrid y Vigo) y en el extranjero (Europa y América).
Abandonó después las artes plásticas, pasando a la cerámica y fundando con otros socios la fábrica de Cerámicas do Castro en el Castro de Samoedo (Sada), ensayando con materias primas usadas en las primitivas cerámicas de Sargadelos (en Cervo, creadas en el siglo XIX por Antonio Raimundo Ibáñez Llano y Valdés), y consiguiendo cerámica de gran calidad.
En 1963, constituyó en Argentina, junto con otros destacados galleguistas, como Luis Seoane, el Laboratorio de Formas, precursor de otras actividades industriales y culturales como la restauración de la producción de cerámica de Sargadelos, en colaboración con Cerámicas do Castro (1963), el Museo Carlos Maside (1970), la editorial Ediciós do Castro (1963), el restaurado Seminario de Estudos Galegos (1970), el Instituto Galego de Información, etc. Fue fundador y director de la fábrica de Porcelanas Celtia S.A. en la ciudad de Magdalena 
Provincia de Buenos Aires. Fue la dirección y administración del Grupo Sargadelos, su faceta más conocida y la que marcaría sus últimos años, constituyendo su último fracaso, ya que fue apartado de la dirección y de la administración del grupo.
Como escritor de ensayo y crítica, destacan Xente do meu Rueiro, O ángulo de pedra, Galicia Hoy (junto con Luis Seoane), Paco Pixiñas (con Celso Emilio Ferreiro), El Marqués de Sargadelos, Castelao, etc, además de una gran cantidad de artículos en periódicos, como la La Voz de Galicia.